# Hoffmann et Hoffmann
Hoffmann et Hoffmann, est un duo de chanteur allemand, composé de Michael Hoffmann et de Gunter Hoffmann qui sont frères.

## Biographie
Le groupe est formé en 1977.
En 1983, ils représentent l'Allemagne au Concours Eurovision de la chanson 1983 à Munich.